# Општина Шулетеа (Васлуј)
Шулетеа (рум. Şuletea) општина је у Румунији у округу Васлуј.
Oпштина се налази на надморској висини од 200 m.